# Inspiration (Medizin)

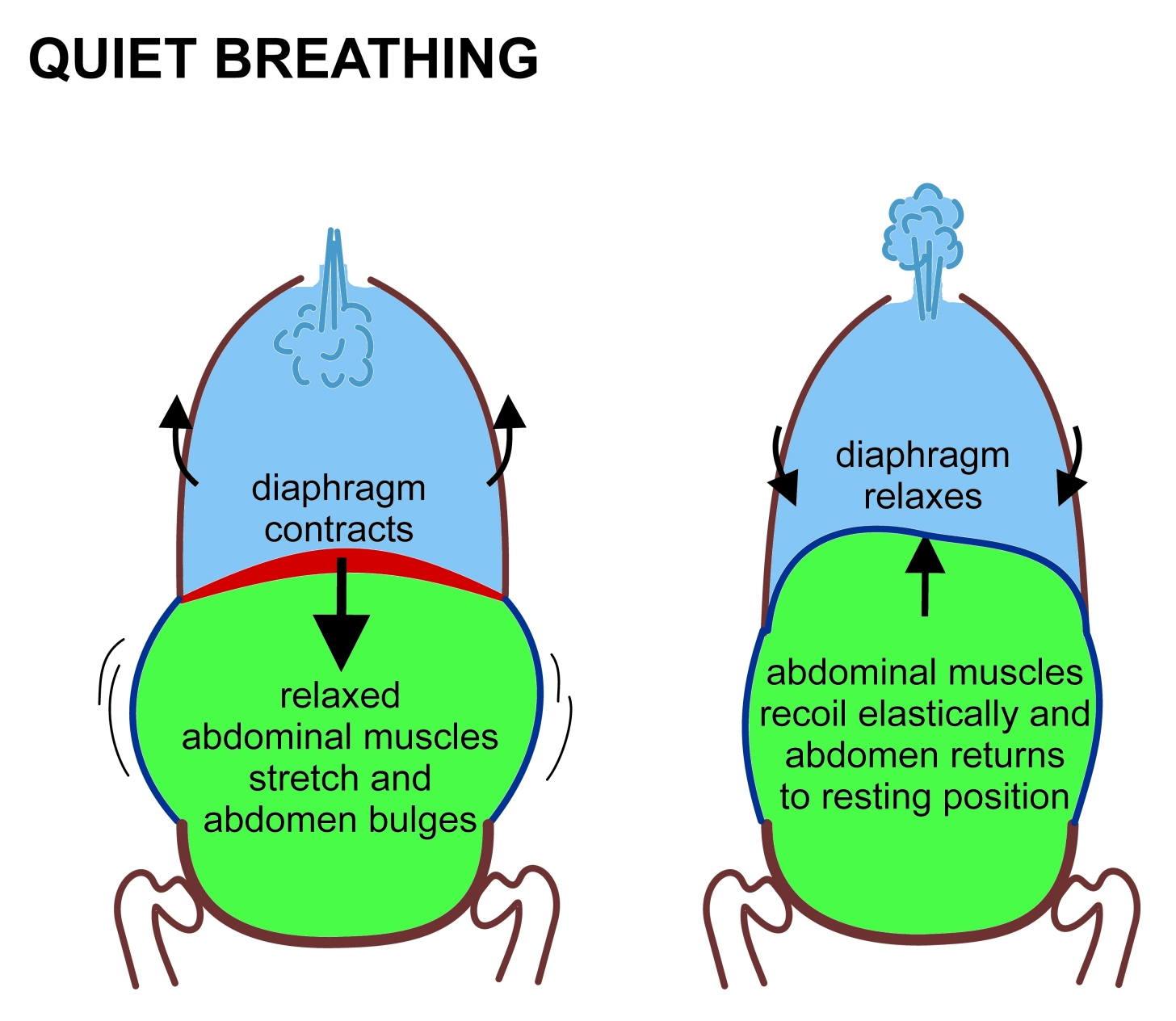
Die Atemmuskulatur während eines „ruhigen“ Atemzyklus. Die Inhalation (Einatmung) auf der linken Bildseite, die Exspiration (Ausatmung) auf der rechten Seite. Die sich kontrahierende Muskulatur ist in rot gezeichnet, die relaxierte wurde in blau dargestellt.

Als Inspiration (von lateinisch inspiratio ‚das Einhauchen‘, ‚Einatmen‘) bezeichnet man in der Medizin den Vorgang der „Einatmung“, wobei sich durch das Zusammenziehen der Brustmuskulatur und des Zwerchfells das Volumen des Brustkorbes vergrößert und sich durch den dabei entstehenden Unterdruck die Lunge aufgrund ihrer Elastizität passiv dehnt und dadurch die Atemluft durch die Atemwege in die Alveolen der Lunge strömt.